# Mitrella pura
Mitrella pura är en snäckart som först beskrevs av Addison Emery Verrill 1882.  Mitrella pura ingår i släktet Mitrella och familjen Columbellidae. Inga underarter finns listade i Catalogue of Life.